# Мотиче-Шляхецьке
Мотиче-Шляхецьке (пол. Motycze Szlacheckie) — село в Польщі, у гміні Залешани Стальововольського повіту Підкарпатського воєводства.
Населення — 241 особа (2011).
У 1975-1998 роках село належало до Тарнобжезького воєводства.

## Демографія
Демографічна структура станом на 31 березня 2011 року:
|          | Загалом | Допрацездатний вік | Працездатний вік | Постпрацездатний вік |
| -------- | ------- | ------------------ | ---------------- | -------------------- |
| Чоловіки | 122     | 28                 | 80               | 14                   |
| Жінки    | 119     | 27                 | 70               | 22                   |
| Разом    | 241     | 55                 | 150              | 36                   |